# Taeniaptera nigriceps
Taeniaptera nigriceps är en tvåvingeart som beskrevs av Willi Hennig 1934. Taeniaptera nigriceps ingår i släktet Taeniaptera och familjen skridflugor. Inga underarter finns listade i Catalogue of Life.